# La Parade du rire (film, 1934)
Pour les articles homonymes, voir La Parade du rire.
Pour plus de détails, voir Fiche technique et Distribution.
La Parade du rire (titre original : The Old Fashioned Way) est un film burlesque américain réalisé par William Beaudine sorti en 1934 et mettant en scène W. C. Fields, également auteur de l'histoire (sous le pseudonyme de Charles Bogle).

## Synopsis
« Le Grand » McGonigle (W. C. Fields) est le directeur peu scrupuleux d'une troupe de théâtre miteuse, qui laisse des dettes partout où elle passe. Sa fille Betty, la jeune première, est suivie malgré elle par un jeune homme de bonne famille, Wally Livingston, qui a quitté ses études par amour pour elle et désire monter sur les planches.
Après une nuit dans le train, la troupe arrive dans la petite ville de Bellefontaine, où elle s'installe dans la pension de famille de Mrs. Wendelschaffer. McGonigle y retrouve une vieille veuve richissime, Cleopatra Pepperday, qui rêve elle aussi de monter sur scène. McGonigle le lui promet par intérêt.
Mais ses dettes lui courent après en la personne du shérif de Bellefontaine, qui plus est fiancé, lui aussi par intérêt, à Cleopatra Pepperday. Et M. Livingston père (Oscar Apfel) vient d'arriver en ville pour remettre son fils dans le droit chemin.
La représentation du soir ne s'annonce pas très bien, d'autant que Wally Livingston doit faire ses débuts au pied levé, pour pallier la défection d'un acteur. La salle est cependant comble pour L'Ivrogne (The Drunkard), un mélodrame où beaucoup viennent voir Cleopatra Pepperday se ridiculiser.

## Fiche technique
- Titre original : The Old Fashioned Way
- Titre français : la Parade du rire
- Réalisateur : William Beaudine
- Scénario : Jack Cunningham, d'après une histoire de W. C. Fields
- Producteur : William LeBaron
- Photographie : Ben F. Reynolds
- Direction artistique : John B. Goodman
- Musique : John Leipold (non crédité)
- Format : 35 mm noir et blanc
- Durée : 74 minutes
- Langue originale : anglais
- Date de sortie : 1934 (États-Unis)

## Distribution
- W. C. Fields : McGonigle / Squire Cribbs dans The Drunkard
- Judith Allen : Betty McGonigle, sa fille / Agnes Dowton dans The Drunkard
- Joe Morrison : Wally Livingston / William Dowton dans The Drunkard
- Tammany Young : Marmaduke Gump, assistant de McGonigle
- Nora Cecil : Mme Wendelschaffer
- Jan Duggan : Cleopatra Pepperday
- Baby LeRoy : Albert Pepperday, son petit-fils
- Samuel Ethridge : Bartley Neuville / Edward Middleton (l'ivrogne) dans The Drunkard
- Ruth Marion : Agatha Sprague / Mary Wilson dans The Drunkard
- Richard Carle : Le shérif de Barnesville

Et, parmi les acteurs non crédités :
- Oscar Apfel : M. Livingston
- Lew Kelly : Le shérif de Bellefontaine